# 久我山大学
久我山大学（くがやまだいがく）は、東京都杉並区久我山二丁目694に本部を置いていた日本の私立大学である。1949年に設置され、1950年に廃止された。
経営難のため、設置翌年の1950年（昭和25年）に一人も卒業生を出せずに廃校した。 
1950年（昭和25年）11月30日の衆議院文部委員会でも久我山大学の廃校問題が取り上げられており、渡邉助教授が学年末まで廃校を食い止めようとしたが、多勢に圧されたとされる。
戦後混乱期にわずか1年7カ月で廃校となったため、現存資料は乏しく、大学全体の詳細は不明である。

## 沿革
- 1942年（昭和17年） - 岩崎通信機社長岩崎清一によって学校建設が開始される。
- 1944年（昭和19年） - 財団法人岩崎学園が、久我山電波工業専門学校（電波兵器科・機械科）・久我山中学校（旧制）を開校。両校は同じ敷地内にあった。
- 1946年（昭和21年） - 久我山電波工業専門学校は、久我山工業専門学校に改称。電波兵器科を電気通信科と改称。電気科・化学工業科を新設。
- 1948年（昭和23年） - 学制改革により久我山中学校は、（新制）久我山中学校・久我山高等学校となる。
- 1949年（昭和24年）3月20日 - 財団法人岩崎学園は、財団法人久我山学園に改称。
  - 3月25日 - 大学設置認可。
  - 4月1日 - 久我山工業専門学校を母体として（新制）久我山大学が開学。学生は第一学年（新入生）約100名、第二学年（久我山工専から移籍）約40名。
  - 5月 - 久我山大学開学式を挙行。
  - 9月2日 - 久我山工業専門学校第二種が、電気事業主任技術者資格検定規則第15条の規定による認定学校となる[2]。
- 1950年（昭和25年） - 久我山大学、学生募集を停止。
  - 11月 - 久我山大学を廃止。在学生の処遇については、法政大学・明治大学が学生受け入れを表明した。
  - 12月28日 - 久我山大学廃校が、文部省により認可。
- 1951年（昭和26年）3月 - 財団法人久我山学園は、学校法人久我山学園に改称。
- 1952年（昭和27年）9月10日 - 学校法人久我山学園と、学校法人國學院大學の合併を宣言。久我山中学校・久我山高等学校は、國學院大學久我山中学校・高等学校へ改称。
  - 12月23日 - 学校法人久我山学園と、学校法人國學院大學との合併が、文部省により認可。

## 教育および研究

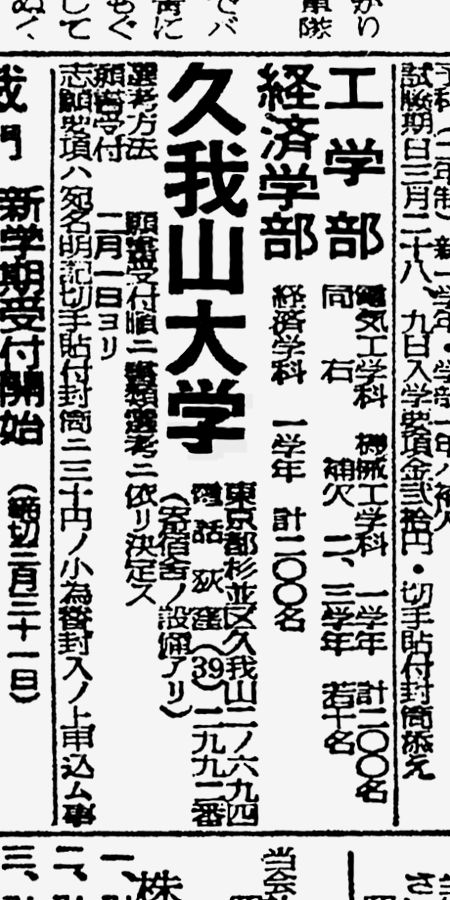
久我山大学の学生募集広告（『朝日新聞』 1950年2月12日付4面）

### 組織

#### 学部
- 工学部
  - 電気工学科
  - 機械工学科

設立前の計画では上記の他に、工学部応用化学科・経済学部（経済学科・経営学科・貿易学科・交通学科）の設置が予定されていたが実現しなかった。
入学試験は書類選考のみであり、事実上無試験の状態であったという。

## 学長
- 大橋幹一 - 久我山中学校・久我山高等学校長を兼任

## 主な出身者
- 渡辺茂男 - 児童文学者（久我山工業専門学校卒業)

## 所在地
- 東京都杉並区久我山二丁目694
  - 現在の國學院大學久我山中学校・高等学校及び國學院大學附属幼稚園のある敷地（現在の東京都杉並区久我山一丁目9-1）に、國學院大學久我山中学校・高等学校の前身である久我山中学校・久我山高等学校と共に所在していた。